# Азовская судоверфь
«Азовская судоверфь» — судостроительно-судоремонтное предприятие в Азове Ростовской области. Верфь расположена в устье реки Дон в 7 км от Таганрогского залива.

## История
Верфь была основана в 1928 году. Первоначально была создана кооперативная промысловая артель «Вперед», по производству легковых баркасов, каюков, водаков и дубов[что?].
В 1931 году артель была преобразована в государственное предприятие «Азовская судоверфь», специализировавшееся на выпуске деревянных судов и судоремонте.
В 1949 году верфь — одно из ведущих предприятий города, обеспечивающее рыболовными судами Азово-Черноморский бассейн. В это время началось строительство деревянных рыболовных катеров, грузовых дубов, мотофелюг, буксирных катеров типа «Димитров».
В 1953 году верфь выпускает первое стальное цельносварное судно — буксирный теплоход РБТ-300, строит деревянные сейнеры проекта 562, рыбницы, приемотранспортные суда. На следующий год был заложен первый корпус стального цельносварного среднего черноморского сейнера СЧС-150. За 20 лет было построено в различных модификациях 436 судов СЧС-150 проекта 572. С 1964 года началось строительство на экспорт рыболовных судов.
В 1965 году ведется серийная постройка десантных кораблей проекта 1785 для ВМФ.
В 1968 году верфь принимала участие в международной специализированной выставке «Инрыба-68» (г. Ленинград) и была награждена за серийный сейнер проекта 572/34Б «Яхта» Почетным дипломом Всесоюзной торговой палаты, а работники, принимавшие участие в постройке судна, получили медали ВДНХ.
Первое нефтемусоросборочное судно проекта 1515 для очистки портов и гаваней от плавающего мусора и нефтепродуктов было построено в 1970 году. В следующем году начинается их серийная постройка, а также сдается десантный катер проекта 1176 типа «Акула» (мощность главного двигателя — 600 лошадиных сил).
С 1972 года верфь производит серийный выпуск рыболовных траулеров МРС-225 проекта 1322 для дальневосточных рыбаков и морских линейных буксиров проекта 1496 мощностью 315 л. с. В 1978 году морскому линейному буксиру был присвоен Государственный Знак Качества, он экспонировался на ВДНХ.
С 1977 года на верфи ведется серийная постройка сейнера проекта 1330 типа «Ставрида».
В лучшие свои годы верфь сдавала до 20 судов в год. На предприятии имелся полный цикл производства со своей кузницей, гальваническим и литейными цехами. Известность азовским корабелам принесли, прежде всего, средние черноморские сейнеры проекта 572, морские линейные буксиры проекта 1496 и десантные корабли проекта 1785. 
С 1980 года начинается серийная постройка высокоавтоматизированного судна-катамарана проекта 14630 с электродвижением, для сбора мусора и очистки водной поверхности от разлившихся нефтепродуктов. 
В это же время на верфи ведется и строительство научно-исследовательских судов, так, в 1980 году было построено НИС «Комсомолец Азова», в 1985 году — НИС «Гидробиолог».
В 1986 году сейнеру был присвоен Государственный Знак Качества.
В 1989 году началось строительство нового морского буксира проекта 14970, который пришел на смену буксиру 1496.
В 1993 году верфь была преобразована в ОАО «Азовская судоверфь», а в 2000 году — в ЗАО «Азовская судоверфь».
В 2002 году на верфи возобновилось судостроение — построен малый рыболовный бот проекта 13312, земснаряд АС-27.

## Деятельность
Основные направления деятельности:
- строительство и ремонт судов (ремонт рыболовецкого технического и коммерческого флота доковым весом до 600 т, ремонт судов типа «река-море» длиной до 150 м на плаву у причала);
- перевалка товарно-штучных грузов и их хранение (услуги по приемке и выгрузке железнодорожного и автомобильного транспорта, перевалке с водного транспорта по схеме судно — склад, склад — автомобиль, склад — железнодорожный вагон);
- изготовление различных металлоконструкций;
- выполнение токарных работ.

Предприятие имеет оборудованные площадки для таможенных операций и акваторию для отстоя судов любого класса в межнавигационный период. У судоверфи имеются свидетельства признания Российского морского регистра судоходства и Российского речного регистра.

## Будущее судоверфи
Планируется строительство новой верфи — нового судостроительного-судоремонтного комплекса в городе Азове. Это совместный проект с KEM Co., Ltd (Южная Корея) и ПФ «Союзпроектверфь». На комплексе будет возможным строить[когда?] до 12 судов в год (сухогрузы, наливные, рыбопромысловые, специального назначения), водоизмещением до 5 тыс. тонн, длиной до 150 м. Суда будут строиться как для российских потребителей, так и на экспорт. Предприятие будет способно оказывать весь комплекс услуг по судоремонту. 
Предприятие включено в Федеральную программу «Развитие судостроения на 2013-2030 годы» в Южном Федеральном округе; в рамках подготовки вывода судоремонта Черноморского флота на территорию России Азовская судоверфь рассматривается в качестве базы для ремонта кораблей 3-4 ранга.